# Grand calvaire du cimetière de Pfaffenheim
Ce grand calvaire de Pfaffenheim est un monument historique situé dans le cimetière de Pfaffenheim, dans le département français du Haut-Rhin.

## Localisation
Ce bâtiment est situé place de la Mairie à Pfaffenheim.

## Historique
L'édifice fait l'objet d'une inscription au titre des monuments historiques depuis 2000.